# Seznam trgov v Sloveniji
Seznam trgov v Sloveniji. Za kraje, ki so bili trgi in so kasneje dobili status mesta, glej seznam mest v Sloveniji.
| Ime                | Prva omemba | Status trga  | Opombe |
| ------------------ | ----------- | ------------ | --- |
| Bistrica ob Sotli  |             | 16. stoletje | |
| Braslovče          | 1140        | 1360         | |
| Brestanica         | 838         | 1322         | |
| Gutenwerth         | 1232–1246   | 1251         | izginul |
| Kozje              |             |              | |
| Kunšperk           | 1201        | 1436         | |
| Pilštanj           |             | 1432         | 1404 prvič omenjen kot trg |
| Podčetrtek         |             |              | |
| Podsreda           |             | 1377         | Prva omemba kot trg |
| Rogatec            | 1130        | 1283         | Rogatec ima skoraj tisočletno zgodovino, saj njegovi začetki segajo v čas Eme Krške, ko je bil njen mož Viljem mejni grof v teh krajih. |
| Stari trg ob Kolpi |             |              | V obdobju turških vpadov je bil kraj povzdignjen v trg                                                                                  |